# Beba com moderação
No Brasil, beba com moderação (ou sua variante marqueteira aprecie com moderação) é uma expressão que aparece nas embalagens e ao fim das propagandas de bebidas alcoólicas, no caso por determinação do Conar (Conselho Nacional de Autorregulamentação Publicitária). Não há consenso na literatura científica sobre quanto seria beber com moderação, algo como um padrão de consumo sem repercussões negativas ou com impactos desprezíveis na saúde física e mental. Pesquisas indicam que pouco mais da metade dos brasileiros não sabe o que significa beber com moderação ou acha que seu limite para o álcool é maior do que o eventualmente estabelecido por alguma autoridade de saúde. Contudo, há ainda pesquisas que indicam que nenhuma quantidade de álcool seja saudável para pessoas com menos de 40 anos, assim como para a Organização Mundial da Saúde, que preconiza que não existe um padrão de consumo de álcool absolutamente seguro.

## Mensagens e rótulos análogos
Na Inglaterra, de acordo com um estudo publicado na revista científica British Journal of Health Psychology, rótulos como este não fazem com que as pessoas bebam menos. No Canadá, rótulos que alertavam consumidores sobre a relação do álcool com o câncer foram suspensos por pressão da indústria do álcool em dezembro de 2017.